# Juncus venturianus
Juncus venturianus är en tågväxtart som beskrevs av Castillon. Juncus venturianus ingår i släktet tåg, och familjen tågväxter. Inga underarter finns listade i Catalogue of Life.